# Heteropoda davidbowie
Heteropoda davidbowie (лат.) — вид павуків з родини Sparassidae. Дорослі особини досягають 20-30 см. Тіло вкрите яскраво-жовтими волосками. Поширений в Малайзії.

## Назва
У 2008 році німецький біолог Петер Єгер (нім. Peter Jäger) описав вид, назвавши його на честь британського музиканта Девіда Боуї, назва одного з альбомів якого («Зліт і падіння Зіггі Стардаста і Павуків з Марса», 1972) містить згадування павуків. Таким незвичайним чином німецький біолог хоче привернути увагу громадськості до проблем охорони рідкісних павуків.